# نراد دورانگویی
نراد دورانگویی (نام علمی: Abies durangensis) نام یک گونه از سرده نراد است.
این درخت در سال ۱۹۴۲ میلادی توسط ماکسیمینو مارتینز توصیف شد. زیستگاه آن مکزیک (دورانگو، ایالت چی‌واوا، کواویلا، خالیسکو و سینالوآ) است.